# Copa de la UEFA 1971-1972
La Copa de la UEFA 1971–72 fou guanyada pel Tottenham Hotspur derrotant el Wolverhampton Wanderers FC en el temps afegit. Aquesta fou l'edició inaugural de la competició, substituint la desapareguda Copa de les Ciutats en Fires.

## Primera ronda
| Equip 1                 | Global | Equip 2                | Anada | Tornada |
| ----------------------- | ------ | ---------------------- | ----- | ------- |
| Hertha BSC Berlin       | 7–2    | IF Elfsborg            | 3–1   | 4–1     |
| Dundee                  | 5–2    | Akademisk Boldklub     | 4–2   | 1–0     |
| Rosenborg B.K.          | 4–0    | HIFK                   | 3–0   | 1–0     |
| Vasas SC                | 2–1    | Shelbourne             | 1–0   | 1–1     |
| Glentoran               | 1–7    | Eintracht Braunschweig | 0–1   | 1–6     |
| ÍBK Keflavík            | 1–15   | Tottenham Hotspur FC   | 1–6   | 0–9     |
| Celta de Vigo           | 0–3    | Aberdeen               | 0–2   | 0–1     |
| FC Den Haag             | 7–2    | FC Aris Bonnevoie      | 5–0   | 2–2     |
| Wolverhampton Wanderers | 7–1    | Académica              | 3–0   | 4–1     |
| AS Saint-Étienne        | 2–3    | 1. FC Köln             | 1–1   | 1–2     |
| FC Lugano               | 1–3    | Legia Varsòvia         | 1–3   | 0–0     |
| FC Porto                | 1–3    | Nantes                 | 0–2   | 1–1     |
| Hamburg SV              | 2–4    | St Johnstone           | 2–1   | 0–3     |
| Southampton             | 2–3    | Athletic Club          | 2–1   | 0–2     |
| Bologna                 | 3–1    | RSC Anderlecht         | 1–1   | 2–0     |
| SSC Napoli              | 1–2    | Rapid Bucarest         | 1–0   | 0–2     |
| Vitória FC              | (c)2–2 | Nîmes Olympique        | 1–0   | 1–2     |
| Atlètic de Madrid       | 2–2(c) | Panionios NFC          | 2–1   | 0–1     |
| FC Carl Zeiss Jena      | 4–3    | PFC Lokomotiv Sofia    | 3–0   | 1–3     |
| FC Basel                | 2–4    | Reial Madrid           | 1–2   | 1–2     |
| Marsa FC                | 0–11   | Juventus               | 0–6   | 0–5     |
| Dinamo de Zagreb        | 8–2    | Botev Vratsa           | 6–1   | 2–1     |
| UT Arad                 | 5–4    | SV Austria Salzburg    | 4–1   | 1–3     |
| Fenerbahçe SK           | 2–4    | Ferencváros            | 1–1   | 1–3     |
| AC Milan                | 7–0    | Digenis Morphou        | 4–0   | 3–0     |
| FK Spartak Moscou       | 3–2    | VSS Košice             | 2–0   | 1–2     |
| OFK Belgrad             | 6–3    | Djurgårdens IF         | 4–1   | 2–2     |
| FK Željezničar          | 4–3    | Club Brugge            | 3–0   | 1–3     |
| PSV Eindhoven           | (ab)   | Hallescher FC Chemie   |       |         |
| Zagłębie Wałbrzych      | 4–2    | Union Teplice          | 1–0   | 3–2     |
| Lierse S.K.             | 4–2    | Leeds United FC        | 0–2   | 4–0     |
| Rapid Viena             | (ab)   | Vllaznia Shkodër       |       |         |

## Segona ronda
| Equip 1                | Global | Equip 2                 | Anada | Tornada |
| ---------------------- | ------ | ----------------------- | ----- | ------- |
| Rosenborg B.K.         | 4–4(c) | Lierse S.K.             | 4–1   | 0–3     |
| Rapid Bucarest         | 4–2    | Legia Varsòvia          | 4–0   | 0–2     |
| 1. FC Köln             | 4–5    | Dundee                  | 2–1   | 2–4     |
| FC Den Haag            | 1–7    | Wolverhampton Wanderers | 1–3   | 0–4     |
| FK Željezničar         | (c)3–3 | Bologna                 | 1–1   | 2–2     |
| Nantes                 | 0–1    | Tottenham Hotspur FC    | 0–0   | 0–1     |
| Eintracht Braunschweig | 4–3    | Athletic Club           | 2–1   | 2–2     |
| St Johnstone           | 2–1    | Vasas SC                | 2–0   | 0–1     |
| FK Spartak Moscou      | 0–4    | Vitória FC              | 0–0   | 0–4     |
| AC Milan               | 5–4    | Hertha BSC Berlin       | 4–2   | 1–2     |
| OFK Belgrad            | 1–5    | FC Carl Zeiss Jena      | 1–1   | 0–4     |
| Zagłębie Wałbrzych     | 2–3    | UT Arad                 | 1–1   | 1–2     |
| Dinamo de Zagreb       | 2–2(c) | Rapid Viena             | 2–2   | 0–0     |
| Reial Madrid           | 3–3(c) | PSV Eindhoven           | 3–1   | 0–2     |
| Juventus               | 3–1    | Aberdeen                | 2–0   | 1–1     |
| Ferencváros            | (ab)   | Panionios NFC           |       |         |

## Tercera ronda
| Equip 1                | Global | Equip 2                 | Anada | Tornada |
| ---------------------- | ------ | ----------------------- | ----- | ------- |
| AC Milan               | 3–2    | Dundee                  | 3–0   | 0–2     |
| FC Carl Zeiss Jena     | 0–4    | Wolverhampton Wanderers | 0–1   | 0–3     |
| Eintracht Braunschweig | 3–6    | Ferencváros             | 1–1   | 2–5     |
| PSV Eindhoven          | 1–4    | Lierse S.K.             | 1–0   | 0–4     |
| Rapid Viena            | 1–5    | Juventus                | 0–1   | 1–4     |
| St Johnstone           | 2–5    | FK Željezničar          | 1–0   | 1–5     |
| Tottenham Hotspur FC   | 5–0    | Rapid Bucarest          | 3–0   | 2–0     |
| UT Arad                | 3–1    | Vitória FC              | 3–0   | 0–1     |

## Quarts de final
| Equip 1     | Global | Equip 2                 | Anada | Tornada |
| ----------- | ------ | ----------------------- | ----- | ------- |
| AC Milan    | 3–1    | Lierse S.K.             | 2–0   | 1–1     |
| UT Arad     | 1–3    | Tottenham Hotspur FC    | 0–2   | 1–1     |
| Ferencváros | (p)3–3 | FK Željezničar          | 1–2   | 2–1     |
| Juventus FC | 2–3    | Wolverhampton Wanderers | 1–1   | 1–2     |

## Semifinals
| Equip 1           | Global | Equip 2                 | Anada | Tornada |
| ----------------- | ------ | ----------------------- | ----- | ------- |
| Tottenham Hotspur | 3–2    | AC Milan                | 2–1   | 1–1     |
| Ferencváros       | 3–4    | Wolverhampton Wanderers | 2–2   | 1–2     |

## Final
| Equip 1                    | Global | Equip 2           | Anada | Tornada |
| -------------------------- | ------ | ----------------- | ----- | ------- |
| Wolverhampton Wanderers FC | 2–3    | Tottenham Hotspur | 1–2   | 1–1     |

### Anada
| Wolverhampton Wanderers FC | 1–2 | Tottenham Hotspur |
| -------------------------- | --- | ----------------- |
| McCalliog 72'              |     | Chivers 57', 87'  |

### Tornada
| Tottenham Hotspur | 1–1 | Wolverhampton Wanderers FC |
| ----------------- | --- | -------------------------- |
| Mullery 29'       |     | Wagstaffe 40'              |

Tottenham Hotspur guanya 3–2 en l'agregat
| Campió de la Copa de la UEFA 1971-72 |
| ------------------------------------ |
| Tottenham Hotspur FC Primer títol    |